# Adolf Gasser
Adolf Gasser (Burgdorf, 25 november 1903 - Bazel, 15 juni 1985) was een Zwitsers historicus.

## Leven
Gasser groeide op in Winterthur. Hij studeerde in Heidelberg en in Zürich, waar hij in 1927 in geschiedenis en Latijn promoveerde.
Van 1928 tot 1969 werkte hij als leraar in Basel. In 1950 werd hij professor in de rechtsgeschiedenis aan de universiteit van Bazel, met als specialisme de grondwettelijke orde van de Middeleeuwen en de Nieuwe Tijd.
Van 1949 tot 1955 was hij medeoprichter van de Raad der Europese Gemeenten en Regio's. Van 1953-1968 was Gasser actief in de gemeente- en kantonspolitiek van Basel. 

## Werk
Centrale thema's in Gassers werk zijn gemeentevrijheid (communale autonomie) en federalisme, die volgens Gasser de grondvoorwaarden vormen voor een vrij, democratisch en rechtvaardig Europa. Zoals hij in het voorwoord van zijn werk Gemeindefreiheit als Rettung Europas. Grundlinien einer ethischen Geschichtsauffassung (Gemeentevrijheid als redding van Europa. Grondtrekken van een ethische interpretatie van de geschiedenis) schreef, is voor hem een omvangrijke communale discretionaire bevoegdheid de grondvoorwaarde voor elke politieke, sociale, morele vervolmaking van Europa. Het Europees handvest inzake lokale autonomie kan men zien als een volkenrechtelijke omzetting van Gassers stellingen. 